# Winstdeling
Winstdeling is het mee laten delen in de winst van een onderneming door de werknemers.

## Nederlandse regeling
Commerciële ondernemingen kunnen de medewerkers mee laten delen in de winst van de onderneming. Soms is een winstdelingsregeling in de cao opgenomen. Als dit niet het geval is, moet een voorstel tot het vaststellen, wijzigen of intrekken van een winstdelingsregeling ter instemming aan de ondernemingsraad worden voorgelegd. (Artikel 27, lid 1a WOR) 
Belastingvoordelen verbonden aan een winstdelingsregeling zijn per 1 januari 2003 afgeschaft. Als de werkgever naar aanleiding hiervan de winstdelingsregeling wil wijzigen, heeft hij ook de instemming van de OR nodig. 
Werkgevers zien een winstdelingsregeling als een mogelijkheid personeel te binden aan het bedrijf en te stimuleren tot goede prestaties. Hiertoe worden ook wel aandelenopties verstrekt. Dit kan niet beschouwd worden als een winstdelingsregeling. De waarde van opties is niet gerelateerd aan de winst, maar aan de beurskoers van het bedrijf. 
Het instemmingsrecht is niet van toepassing wanneer een werkgever elk jaar opnieuw beslist of medewerkers een eindejaarsuitkering krijgen. Ook niet wanneer hij zich daarbij laat leiden door de gemaakte winst.

## Belgische regeling
Sedert 2001 kunnen werknemers belastingvriendelijk worden verloond via een deelname in het kapitaal of de winst van de onderneming. Omdat die mogelijkheid weinig werd benut, is in 2018 het fiscaal regime van de winstparticipatie vervangen door een soepeler regeling van een winstpremie.